# السلالة الفاطمية
الفَاطِمِيون أو بَنُي عُبَيْدِ هي سلالة حاكمة من شمال إفريقيا ادعوا انهم من نسل فاطمة الزهراء و اتخذو من المذهب الشيعي الإسماعيلي مذهب لهم حكموا الدولة الفاطمية و عاصمتها القاهرة من عام 909م إلي 1171م .كان الفاطميون يحملون الإمامة الإسماعيلية، ويعتبرون القادة الشرعيين للأمة الإسلامية في زمنهم.

## الدعوة الفاطمية
ظهر الفاطميون كقادة للدعوة الإسماعيلية السرية المبكرة في القرن التاسع الميلادي، وكانوا يتصرفون ظاهريًا نيابة عن إمام مخفي، كان من المفترض في ذلك الوقت أنه محمد بن إسماعيل. انتشرت الدعوة الإسماعيلية على نطاق واسع في جميع أنحاء العالم الإسلامي، والذي كان تحت حكم الدولة العباسية. وفي عام 899م أعلن الخليفة الفاطمي الأول عبيد الله المهدي أنه الإمام المنتظر، مما أحدث صدعاً في الدعوة الإسماعيلية عندما انقسم القرامطة الذين لم يعترفوا بإمامته. وفي غضون ذلك، تمكن عملاء الإسماعيلية من احتلال أجزاء كبيرة من اليمن وإفريقية بالإضافة إلى إطلاق انتفاضات في سوريا والعراق. هرب عبيد الله من الاضطهاد العباسي إلى إفريقية، ثم أعلن نفسه علنًا وأنشأ الخلافة الفاطمية عام 909م بمساعدة قبائل شمال أفريقيا كان ابرزهم قبيلة كتامة و قبيلة لواته القبطية. ومن هناك، وسع الخلفاء الفاطميون حكمهم على معظم بلاد المغرب الكبيروكذلك صقلية ، و بتأسيس القاهرة كعاصمتهم الجديدة، سيكون الفاطميون على مدى القرنين التاليين متمركزين في مصر ويرتبطون بالبلاد وصل الفاطميون في أوج دولتهم السيطرة على جزء كبير شمال أفريقيا وصقلية والشام والحجاز واليمن وملتان و حتي العراق و تعتبر الخلافة الفاطمية من أكبر عشر دولة إسلامية من حيث المساحة.

## تأسيس القاهرة المعزية
كانت القاهرة على عكس العواصم الإسلامية المصرية نشأت من أول أمرها لتكون مدينة، وليست معسكراً ، وقد كان بناء عاصمة جديدة دائماً يعنى قيام دولة جديدة فكان بناء القاهرة في مصر يعني قيام خلافة الفاطميين في مصر ،و اعتبرها المصريون دولتهم و سميت بدولة المصريين حيث قام الخليفة المعز لدين الله بمجرد وصوله للقاهرة بتأسيس الجنود الحجرية في جيش الخلافة كان معظمهم شباب من الريف المصري تم تجنيدهم و تدريبهم و لعبوا دور مهم في عصر الوزاء خصوصا في عهد بدر الدين الجمالي حيث كانوا يقومون بتنصيب و عزل الوزراء.

يقول المؤرخ هيو كينيدي في هذا الأمر:
| السلالة الفاطمية | أصبحت القوة الفاطمية قوة إقليمية ، وأصبحت في الأساس إمبراطورية مصرية تمثل المصالح المصرية. | السلالة الفاطمية |

كما تولي المصريون الكثير من المناصب السياسية و العسكرية مثل أبو سعد منصور بن زنبور القبطي الذي تولي الوزارة في عهد الخليفة المستنصر بالله ، و الملك الافضل رضوان بن ولخشي الذي قام بأحياء المذهب المالكي (المذهب الشائع بين معظم المصريين في هذا الزمن) و كان الوزير هو المتحكم الفعلي للبلاد، و من القادة العسكريين جلم بن شيبان فاتح ملتان و ابن نجيب الدولة المصري والي اليمن الذي قام بقمع ثورات أهل اليمن و بسط نفوذ الفاطميين.

### الاهتمام بالعلم
قام الفاطميين بتأسيس ما يعرف بدار الحكمة أو دار العلم بالقاهرة (لمنافسة مكتبة بيت الحكمة في بغداد) وهي من أكبر مكتبات العالم في العصور الوسطى حيث احتوت على مايقرب من مليوني كتاب في جميع العلوم كان دخولها واستعارة ونسخ الكتب مجاناً للعوام احترقت المكتبة في اواخر العصر الفاطمي بسبب فتنة بين الجنود ولم يبقى بها سوى مئة الف كتاب مع ذالك استمرت المكتبة في دورها حتي نهاية السلطنة المصرية.
كما برز العديد من العلماء في العصر الفاطمي ابرزهم اسحاق بن سليمان الإسرائيلي وحميد الدين الكرماني في الفلسفة و ابن رضوان المصري والحسن ابن الهيثم وابن يونس المنجم في الطب و الرياضيات و من الشعراء ولي الدولة أبو محمد المصري و ابن مكناسه .

## النسب
كان نسب الفاطميين المزعوم من فاطمة وعلي (رضي الله عنهما) أساسيًا لشرعيتهم كأئمة شرعيين في خط متواصل ومرسوم إلهيًا من علي فصاعدًا. ولكن غموضهم الأولي، ونشر أنساب متضاربة وغير صحيحة من قبل الخليفة الفاطمي الأول، عبيد الله المهدي بالله يلقي بظلال من الشك على دقة هذه الادعاءات، والتي عادة ما يتم رفضها من قبل المعاصرين من السنة والشيعة على حد سوء.

#### النسب حسب الرواية الشيعية الإسماعيلية
حسب الشيعة الإسماعلية فإن عبيد الله المهدي هو حجة الامام منذ أن مات احمد بن عبد الله القداح كانت ، وظيفتة حفظ الامام المستور ونشر الدعوة الاسماعيلية والترويج لها بحكم أنه حجة الامام وحصل عبيد الله على رتبة الإمامة بنظام الاستيداع حيث يقول الداعي عماد دين ادريس أن الامام الحسين الاسماعيلي الفاطمي استودع سعيد الخير(عبيد الله المهدي) الإمامة ليردها إلى ابنه القائم بأمر الله أي بمعنى أن الخليفة القائم بأمر الله هوه الامام الحقيقي وهو بن الامام الحسين من نسل علي بن أبي طالب وان عبيد الله هو الاب الروحي وهذا يعني أن القائم بأمر الله يتصل نسبه إلى السيدة فاطمة بنت محمد. يعارض البعض هذا الرأي بالقول بأن أولاد القداح اشتهروا بالطموح فلا يعقل أن يتركو الخلافة بعد أن ظفرو بها.

### النسب حسب رواية المؤرخين السنة
تكلَّم أئمة السنَّة من العلماء والمؤرخين عن نسبهم انكروا أنهم ينتسبون لفاطمة الزهراء، ومن هؤلاء الأئمة والمؤرخين: أبو شامة ، وابن تغري بردي ، وابن تيمية ، وابن كثير ، وشمس الدين الذهبي ، وغيرهم الكثير قال الإمام الذهبي عن عبيد الله المهدي فقال:وفي نسب المهدي أقوالٌ: حاصِلُها: أنَّه ليس بهاشميٍّ ، ولا فاطميٍّ " انتهى وقال: "وأهل العلم بالأنساب والمحقّقين يُنكِرون دعواه في النَّسبِ " انتهى ، ونقل عن أبي شامة - الذي كتب عن هذه الدولة كتاباً سمّاه " كشف ما كان عليه بنو عبيد من الكفر والكذب والمكر والكيد "وقال:" يدَّعون الشرف ، ونسبتهُم إلى مجوسي ، أو يهودي ، حتى اشتهر لهم ذلك ، وقيل: " الدولة العلوية " و " الدولة الفاطمية " ، وإنما هي " الدولة اليهودية " أو " المجوسية " الملحدة ، الباطنية "  انتهى .
يشكك المؤرخين المعاصرين في صحة هذه الروايات في كون أصولهم يهودية أو مجوسية لأن هذا الكلام لا يقبله العقل و أن معظمها متأثر بالمحضر العباسي الذي كان هدفه فقط تشويه سمعة الدولة الفاطمية لكونها المنافس الأول للدولة العباسية.

### أسرة ميمون القداح
حسب المؤرخين تقي الدين المقريزي وابن خلدون فإن الخلفاء الفاطميين ينحدرون من نسل عبيد الله المهدي  لكن الخلاف في نسب عبيد الله المهدي فهناك من ينسبه إلي علي بن أبي طالب مثل ابن حزم والسيوطي بينما يري البعض الاخر أنه ينحدر من أسرة ميمون القداح و اسمه الكامل هو أبو محمد سعيد بن الحسين بن عبد الله بن ميمون القداح و ادعي أنه من البيت الفاطمي لتثبيت نفسه في الحكم وأنه الخليفة الأول و انحدر من نسله الخلفاء المهديين.

#### ميمون القداح
وفقا لابو المعالي الفارسي في كتابه بيان الأديان ذكر أن ميمون القداح أصله من قبط مصر سمي بالقداح لأنه كان يقوم بصناعة القدح (القدح: خَشَبُ السِّهامِ حين تُنْحَتُ وتُبْرَى وتُهَيَّأُ لِلرَّمْيِ) و في رواية أخري بمعني انه يقدح عيون الناس أي يعالجها و جميعها وظائف كان يقوم بها الموالي ذو الأصول القبطية مثل أبو رافع القبطي مولي رسول الله الذي كان ايضا يمارس مهمة القدح. كان ميمون القداح أحد موالي أهل البيت و رفيق الائمة الشيعة أبناء علي ، و قام هو و ابنه عبد الله بتأسيس الحركة الإسماعيلية بهدف أقامة خلافة جديدة و ايضا بهدف الانتقام و منافسة خلافة بني العباس الذين نكلوا بأهل البيت ، و كانت أفكار حركتهم مزيج بين العقيدة الإسلامية و أفكار الفلاسفة و خصوصا الفيلسوف المصري أفلوطين . حقتت دعوتهم نجاح و كانوا يتوارثون هذه مهمة الدعوة في أسرتهم حتي قام عبيد الله المهدي (حفيد عبد الله بن ميمون القداح) بالاستعانة بقبائل شمال إفريقيا و تأسيس الدولة الفاطمية.

## السقوط
أدى التوسع الفاطمي في بلاد الشام والتحدي الأيديولوجي الذي مثله صعود الأنظمة الشيعية، إلى التفاف السنة حول الدولة العباسية ردًا على ذلك، مما أدى إلى النهضة السنية في القرن الحادي عشر. في مواجهة الاضطرابات الداخلية، ووصول الأتراك السلاجقة ثم الحروب الصليبية بدأت القوة الفاطمية في التراجع في أواخر القرن الحادي عشر. تم إنقاذ السلالة من خلال نقل السلطة إلى الوزراء العسكريين الأقوياء، ولكن هذا يعني أيضًا أن الخلفاء كانوا في كثير من الأحيان مجرد حكام دمية. تضاءلت الديناميكية الأولية للدعوة بسبب نزاعات الخلافة المريرة، والتي أدت إلى انفصال أجزاء كبيرة من المجتمع الإسماعيلي، مثل الدروز والنزاريين والطيبيين عن الولاء الفاطمي وشوهت هيبة وسلطة السلالة. كان آخر الخلفاء الفاطميين حكامًا أطفالًا لا حول لهم ولا قوة وكانوا مجرد بيادق في أيدي وزرائهم. قام آخر هؤلاء الوزراء صلاح الدين الأيوبي بخلع السلالة عام 1171 بعد وفاة الخليفة العاضد لدين الله.

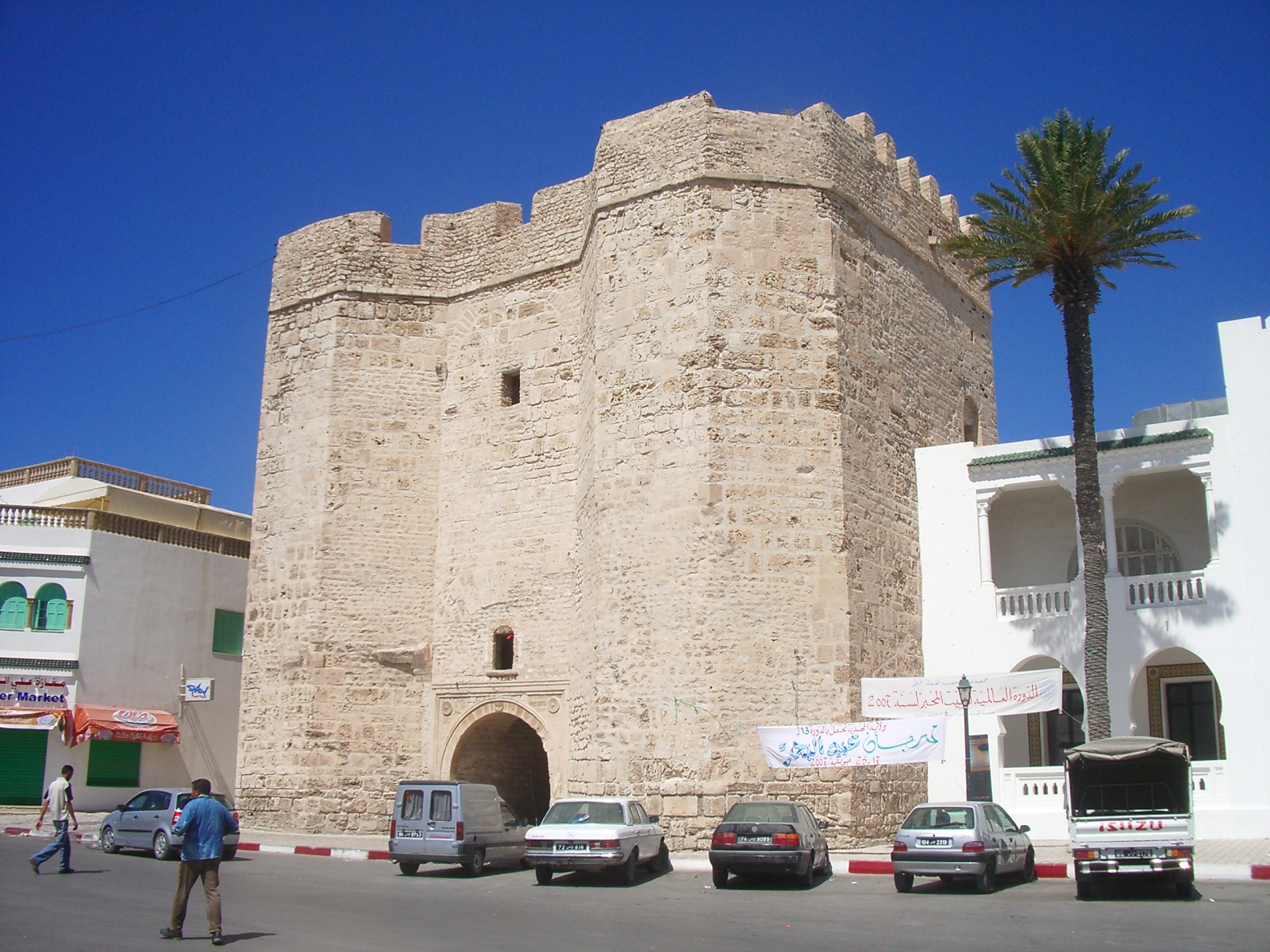
المدخل المحصن للمهدية اليوم

## مصيرهم و تواجدهم الحالي
قام سلطان مصر الظاهر بيبرس بفك قيد بقايا الأسرة الفاطمية من الأقامة الجبرية في القاهرة و ارجاع لهم بعض ممتلكاتهم ، و يرجح بعض المؤرخين بأن المؤرخ الشهير تقي الدين المقريزي ينحدر من نسل المعز لدين الله الفاطمي كما يدعي خط الأئمة الإسماعيليين النزاريين الذين يمثلهم اليوم الآغا خان أنهم ينحدرون من نسل الأمير نزار المصطفى لدين الله. كما أن العلويين البهرة المتمركزين في الغالب في فادودارا، يزعمون أيضًا أنهم ينحدرون من الفاطميين.